# Ministeri d'Afers Exteriors del Kirguizstan
El Ministeri d'Afers exteriors del Kirguizstan (en kirguís: Тышкы иштер министрлигинин, en rus: Министерство иностранных дел) és el ministeri del govern kirguís que supervisa les relacions exteriors del Kirguizstan.

## Estructura

### Estructura orgànica
El ministeri està estructurat orgànicament en; primer viceministre, secretari d'estat, dos viceministres i ministre de secretaria.

### Organitzacions subordinades
Hi ha quatre organitzacions subordinades; l'empresa estatal "Kyrgyzdipservis", el departament de Serveis Consulars, l'Acadèmia Diplomàtica K. Dikambaev del Ministeri d'Afers Exteriors de la República del Kirguizstan i la Representació plenipotenciària del Ministeri de Relacions Exteriors de la República del Kirguizstan en les zones BJO (les sigles de les províncies del sud del país; la d'Oix, la de Jalal-Abad i la de Batkén)

## Acadèmia Diplomàtica
L'Acadèmia Diplomàtica Kazy Dikambayev del Ministeri d'Afers Exteriors del Kirguizstan (en kirguís:Тышкы иштер министрлигинин Дипломатиялык академиясы Кыргыз Республикасынын К. Дикамбаев атындагы, en rus: Дипломатической академии Министерства иностранных дел Кыргызской Республики им. К. Дикамбаева) és una de les quatre organitzacions subordinades del ministeri i és la principal institució d'instrucció del ministeri que s'utilitza per a formar als futurs diplomàtics del Kirguizstan. El nom de l’acadèmia ve del que va ser el primer ministre d'Afers Exteriors del Kirguizstan quan encara era una república soviètica. En l'any 2001, a través d'un decret del president de la República, es va crear aquesta acadèmia, que actualment està oficialment acreditada i reconeguda pel Ministeri d'Educació i Ciència del Kirguizstan com a institució pública mixta. Està situada al carrer 36 Prospect Erkindik de la capital, Bixkek.
Inicialment, només es formava en matèria de "Relacions internacionals", però va anant afegint nous àmbits d'acord amb les necessitats del Ministeri i del mercat laboral; "Jurisprudència", "Economia", que es va afegir l'any 2013, "Gestió" i "Gestió Empresarial" en l'any 2017 i "Periodisme" i "Lingüística" en l'any 2018.
L'acadèmia està actualment associada a les següents organitzacions: l'acadèmia Diplomàtica del Ministeri d'Afers Exteriors de la Federació de Rússia, l'Institut Estatal de Relacions Internacionals de Moscou (Universitat MGIMO), la Universitat de Xinjiang, l'Institut Confuci, la Universitat de Lanzhou, la fundació Friedrich Ebert, la fundació Konrad Adenauer i l'Acadèmia Diplomàtica de Viena.

## Llista de ministres
RSS del Kirguizstan
- 1944-1949: Kazy Dikambayev
- 1949-1953: Shamshy Tayanov
- 1953-1963: Kuluipa Konduchalova
- 1963-1980: Sakin Begmatova
- 1980-1986: Dzhamal Tashibekova
- 1986-1989: Roza Otunbàieva
- 1989-1991: Zhanyl Tumenbayeva

República del Kirguizstan
Informació actualitzada per un bot. Els canvis manuals es perdran quan s'actualitzi!
| Imatge | Titular                           | Gènere  | Partit                                 | Des de | Fins a | Anys |  |
| ------ | --------------------------------- | ------- | -------------------------------------- | ------ | ------ | ---- |  |
|        | Ruslan Aitbaievitx Kazakbaiev     | masculí | Respublika–Ata Zhurt                   | (2010) | (2012) | 1–2  |  |
|        | Ruslan Aitbaievitx Kazakbaiev     | masculí | Respublika–Ata Zhurt                   | (2020) | (2022) | 1–2  |  |
|        | Ednan Karabaiev                   | masculí |                                        | (1992) | (1993) | 0–1  |  |
|        | Ednan Karabaiev                   | masculí |                                        | (2007) | (2009) | 1–2  |  |
|        | Kadurbek Sarbaiev                 | masculí |                                        | (2009) | (2010) | 0–1  |  |
|        | Roza Otunbaieva                   | femení  | Partit Socialdemòcrata del Kirguizstan | (1994) | (1997) | 2–3  |  |
|        | Roza Otunbaieva                   | femení  | Partit Socialdemòcrata del Kirguizstan | (1992) | (1992) | 0    |  |
|        | Roza Otunbaieva                   | femení  | Partit Socialdemòcrata del Kirguizstan | (2005) | (2005) | 0    |  |
|        | Askar Aitmatov                    | masculí |                                        | (2002) | (2005) | 2–3  |  |
|        | Alikbek Jekshenkulov              | masculí |                                        | (2005) | (2007) | 1–2  |  |
|        | Muratbek Sansizbaievitx Imanaliev | masculí | Partit Comunista de la Unió Soviètica  | (1991) | (1992) | 0–1  |  |
|        | Muratbek Sansizbaievitx Imanaliev | masculí | Partit Comunista de la Unió Soviètica  | (1997) | (2002) | 4–5  |  |
|        | Erlan Bekeixovitx Abduldaiev      | masculí |                                        | (2012) | (2018) | 5–6  |  |
|        | Txunguz Azamatovitx Aidarbekov    | masculí |                                        | (2018) | (2020) | 1–2  |  |
|        | Jeenbek Moldokanovitx Kulubaiev   | masculí |                                        | (2022) |        |      |  |